# Freiborddeck
Das Freiborddeck, auch Vermessungsdeck, ist in der Regel das oberste durchlaufende Deck auf einem Schiff, das für alle Öffnungen in seinem frei liegenden Teil feste Verschlussvorrichtungen aufweist.

## Einzelheiten
Auf Antrag des Reeders kann mit Genehmigung der Klassifikationsgesellschaft und der zuständigen Schifffahrtsbehörde ein tieferes Deck zum Freiborddeck bestimmt werden, sofern es sich um ein vollständiges, durchlaufendes und festes Deck handelt. Wird ein tieferes, wasserdichtes Deck zum Freiborddeck bestimmt, so wird von diesem Deck aus der Freibord des Schiffes berechnet.
Alle über dem Freiborddeck befindlichen Teile müssen an den Seiten Öffnungsklappen (verschließbar) haben, die seewasserzugänglich sind, dann gelten sie als Schiffsaufbauten. Diese Art von Schiffen (sogenannte Wechselschiffe) werden heutzutage nicht mehr gebaut, da sie nicht mehr den Sicherheitsbestimmungen entsprechen. Schiffe, bei denen die Bauvorschriften bezüglich eines sehr niedrig gewählten Freiborddecks sowie anderen Maßnahmen zur Konstruktion eines klein vermessenen Schiffes mit großer Ladekapazität weitestmöglich ausgereizt wurden, nennt man auch Paragraphenschiffe.
Die Lage und Kennzeichnung des Freiborddecks ist im Internationalen Freibordzeugnis (International Load Line Certificate) vermerkt.